# Wilhelm I de Württemberg
Wilhelm I (germană Wilhelm Friedrich Karl von Württemberg; 27 septembrie 1781 - 25 iunie 1864) a fost al doilea rege de Württemberg din 30 octombrie 1816 până la moartea sa.
S-a născut la Lubin și a fost fiul regelui Frederic I de Württemberg (1754–1816) și a soției lui, Ducesa Augusta de Brunswick-Wolfenbüttel (1764–1788).

## Prima căsătorie

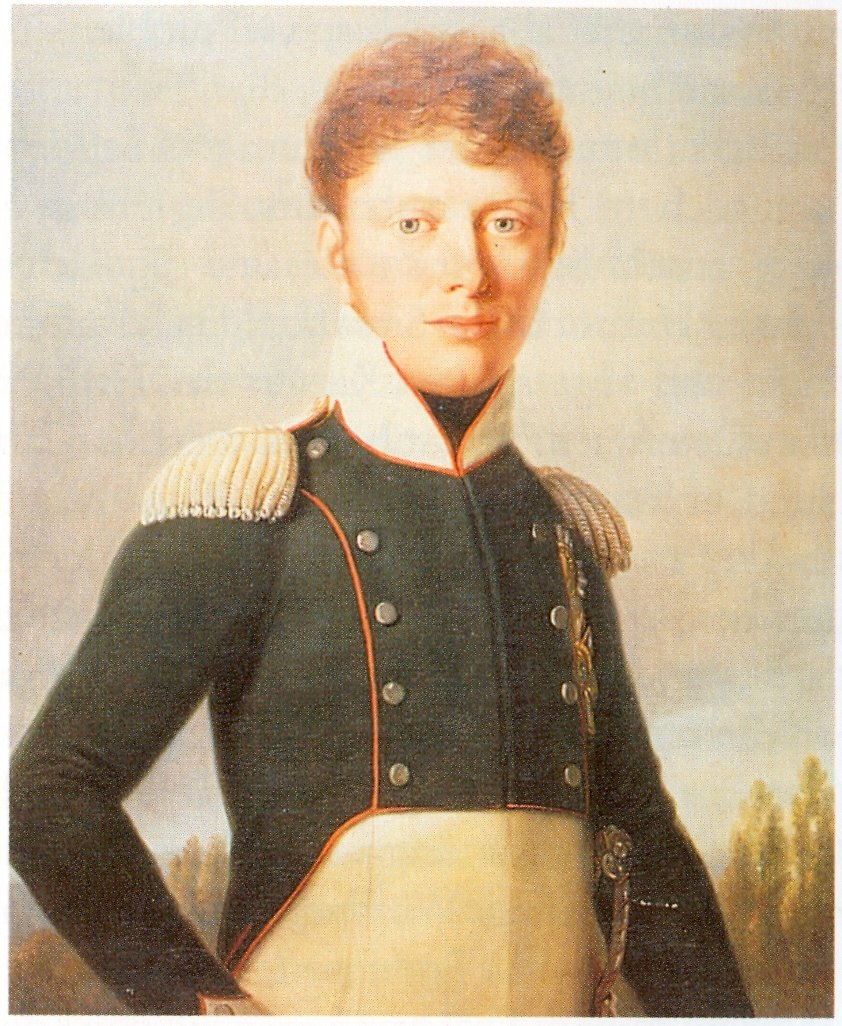
Prințul Wilhelm von Württemberg

La 8 iunie 1808, la München, s-a căsătorit cu Prințesa Charlotte de Bavaria (1792–1873), fiica regelui Maximilian I de Bavaria (1756–1825) și a Prințesei Augusta Wilhelmina de Hesse-Darmstadt (1765–1796). 
Prințul avea 27 de ani iar prințesa 16. "Suntem victimele politicii" a scris în jurnal tânăra căsătorită. De fapt, tânărul prinț fusese promis unei alte prințese de care el a fost profund îndrăgostit, dar circumstanțe i-au împiedicat să se căsătorească.
Cuplul a locuit separat. Căsătoria nu a fost consumată și a fost anulată în 1814 la căderea Imperiului francez. În 1816, Caroline Augusta se va recăsători cu împăratul Francisc I al Austriei care era văduv pentru a treia oară.

## A doua căsătorie
La 24 ianuarie 1816, la Sankt Petersburg, s-a căsătorit cu verișoara sa primară Marea Ducesă Ecaterina Pavlovna a Rusiei (1788–1819), fiica Țarului Pavel I al Rusiei (1754–1801) și a Prințesei Sophie Dorothea de Württemberg (1759–1828). În același an, el i-a succedat tatălui său ca rege de Württemberg. Împreună cu Ecaterina a avut două fiice:
- Maria (1816–1887), căsătorită cu contele Alfred von Neipperg (1807–1865)
- Sofia (1818–1877), căsătorită cu regele Wilhelm al III-lea al Țărilor de Jos (1817–1890)

## A treia căsătorie

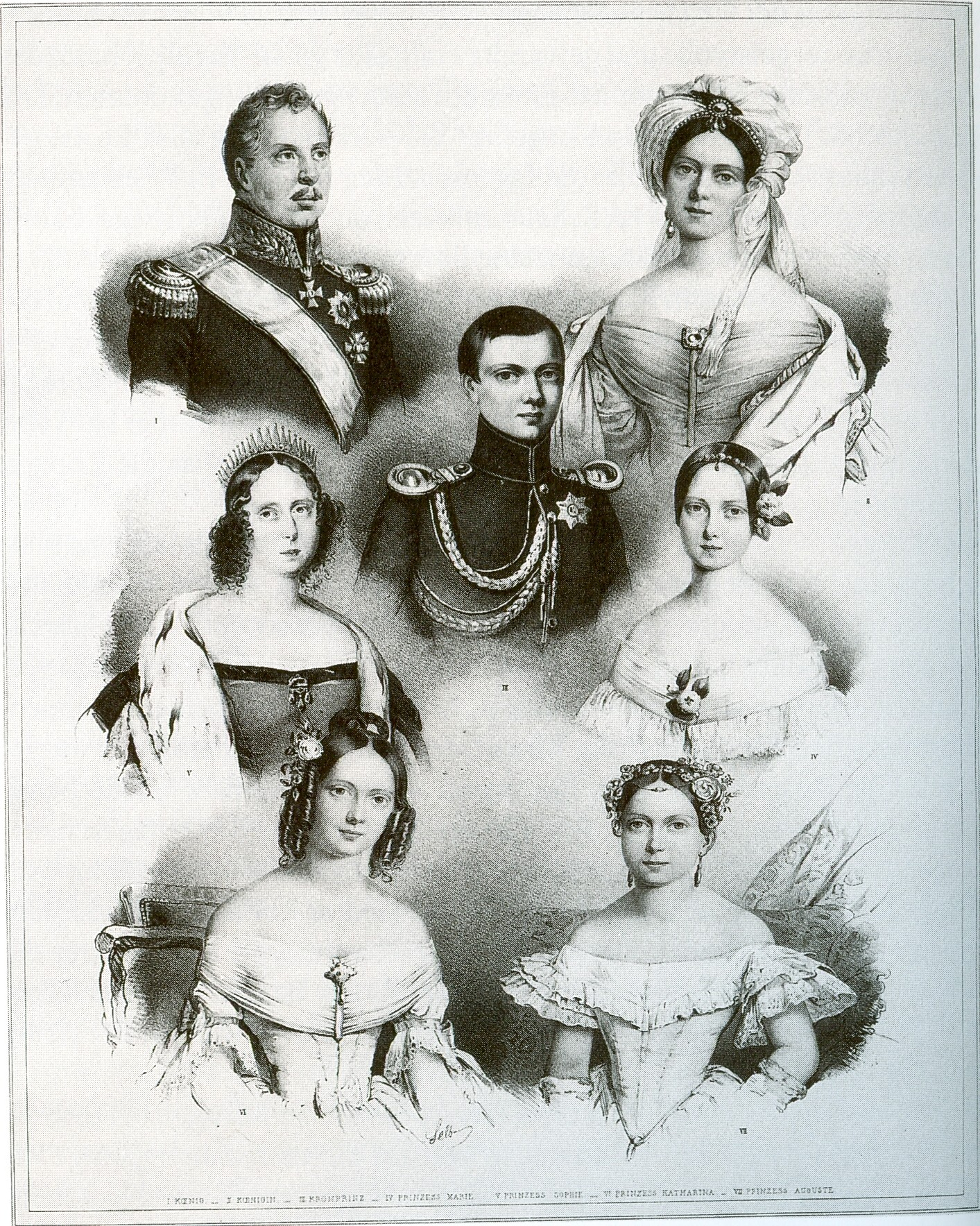
Regele Wilhelm I și Pauline von Württemberg (sus), Sofia (stânga mijloc), Karl (centru), Maria (dreapta mijloc), Ecaterina (stânga jos) și Augusta (dreapta jos).

La 15 aprilie 1820, la Stuttgart, s-a căsătorit cu altă verișoară primară, Ducesa Pauline Therese de Württemberg (1800–1873), fiica Ducelui Louis de Württemberg (1756–1817) și a Prințesei Henrietta de Nassau-Weilburg (1780–1857).
Împreună cu Pauline Therese a avut trei copii:
- Ecaterina (1821–1898), căsătorită cu Prințul Frederic de Württemberg (1808–1870); a fost mama regelui Wilhelm al II-lea de Württemberg
- Karl (1823–1891), care i-a succedat ca rege de Württemberg
- Augusta (1826–1898), căsătorită cu prințul Hermann de Saxa-Weimar-Eisenach (1825–1901); una dintre fiicele lor, Pauline de Saxa-Weimar-Eisenach s-a căsătorit cu Karl Augustus, Mare Duce Ereditar de Saxa-Weimar-Eisenach.

Cu toate acestea, armonia de cuplu va fi stricată de relația lui Wilhelm I cu o actriță, în cele din urmă regina Pauline stabilindu-se în Elveția.

## Domnie
După decesul tatălui său, Wilhelm devine al doilea rege de Wurtemberg la 30 octombrie 1816. Începutul domniei sale a coincis cu debutul unei crize economice în regatul Wurtemberg. Pentru a remedia această situație, Wilhelm a protejat agricultura, baza necesară pentru alimentația supușilor săi. Din acel moment a fost poreclit "regele agricultorilor"..
Wilhelm a fondat la 20 noiembrie 1818 "Institutul agricol", care a devenit universitate. A fondat Societatea pentru ameliorarea vinului (1825), Asociația viticolă (1828) și Cooperativa vinicolă (1854). A importat în special bovine și oi.
Wilhelm I a murit la castelul Rosenstein în Stuttgart.